# Palau-Castell d'Alaquàs
El Palau-Castell d'Alaquàs, també conegut com a Castell d'Alaquàs o palau dels Aguilar, és una de les mansions nobiliàries pertanyents a l'època de la decadència feudal del segle xvi, de la qual hi ha importants elements arquitectònics que anuncien el Renaixement. Està situat a la localitat d'Alaquàs (Horta Sud, País Valencià).
És un Palau-Castell de característiques residencials, magnífics enteixinats en les estances, taulelleria i disposicions ornamentals, però que no té signes exteriors, com era habitual en aquella època, d'especials característiques de fortalesa i defensa.
Està declarat com a Monument Històric i Artístic el 21 d'abril de 1918, i Bé d'Interès Cultural l'1 de desembre de 1999.

## Història
Un cop realitzada la conquesta del Regne de València pel monarca Jaume I l'any 1238, aquest va procedir a recompensar als cavallers que l'havien acompanyat i prestat ajuda. Un d'ells va ser Bernat de Castelló, procedent de Catalunya, al qual, en premi als seus serveis, li va concedir el lloc d'Alaquàs, prop de la ciutat de València, amb tots els seus drets.
Des de l'any 1373 la família Vilaragut va retindre el senyoriu d'Alaquàs, durant quasi cent anys i que, segons les restes trobades pels arqueòlegs, va residir en una primera edificació construïda al segle xiv. Diversos propietaris van tindre la possessió del senyoriu al llarg dels següents anys, fins que en les primeres dècades del segle xvi, Jaime Garcia d'Aguilar, cap d'una família de juristes que ocuparen càrrecs rellevants durant l'època del rei Joan II, prengué possessió a la plaça d'Alaquàs l'any 1501.
Successivament, durant el segle xvi, gràcies a l'increment en les rendes de la família, es construeix el Castell-Palau dels Aguilar, quedant dissenyada la visió general del Castell que ens ha arribat de l'estructura tant exterior com interior. A la mort de Jaime Garcia, el senyoriu passa en herència als seus fills barons quedant a mans de Lluís Pardo de la Casta, net de Jaime, en quedar com únic hereu.
Durant els primers anys del segle xvii, els Pardo de la Casta, veien com la seua situació socioeconòmica anava en descens, van trobar com a eixida el servei a la monarquia mitjançant la carrera militar als territoris amb presència espanyola, com el del Ducat de Milà. Fèlix Pardo de la Casta, hereu de les propietats d'Alaquàs, prompte es va integrar a la ciutat de Cremona i, poc després d'arribar, es va casar amb Margherita de Lodi, filla d'una de les famílies riques de la regió. D. Fèlix fou governador i castellà de Cremona durant tretze anys i, gràcies al seu matrimoni i al seu càrrec, va ocupar un lloc rellevant a la ciutat, convertint-se en un important mecenes artístic que, finalment, consolida a Cremona la branca italiana de la família Pardo de la Casta-Manfredi.
A diferència dels seus familiars que l'havien precedit, Fèlix Pardo de la Casta va residir fins al final de la seua vida a Cremona i mai va tornar a Alaquàs. Va morir el 1688 i la seua filla, Margarita Pardo de la Casta, es va casar amb el marqués Gian Battista Manfredi, transmetent als seus hereus els drets sobre el senyoriu d'Alaquàs que, d'aquesta manera, quedarà unit a la família italiana gestionant-la mitjançant administradors amb plens poders, fins a la desaparició dels senyorius jurisdiccionals al segle xix. El seu últim propietari noble va ser el Marquès de la Casta i de Manfredi, baró de Bolbait, qui el va vendre al segle xix. Aquesta alienació va ser feta a favor de particulars sense categoria senyorial. A partir d'aquí, el castell i totes les seues terres van estar subjectes a una sèrie de transformacions i aprofitaments que van anar en detriment del bon estat i conservació d'aquest edifici.
A partir del segle xx, la propietat del Castell va passar per diversos titulars. Entre ells, destaca la figura de Julio Giménez Llorca, qui va vendre el castell a Vicente Gil Roca, empresari que volia enderrocar-lo.
La notícia de l'enderroc del castell va arribar al Centre de Cultura Valenciana, entitat que va fer una crida en 1918 a tots els artistes, arquitectes i intel·lectuals valencians, animant-los a reproduir i recopilar directament d'aquest edifici, dibuixos, fotografies, plànols, dades i notícies, per tal d'ajuntar un material i treure a la llum per mitjà de la seua publicació, tot això per evitar l'enderrocament del castell. Aquesta crida va tenir una important resposta amb tota classe de materials gràfics i dades històriques, per la qual cosa es va poder realitzar en 1921 la publicació d'un petit llibre titulat "El Palau Senyorial d'Alaquàs", de José Manuel Cortina Pérez i Vicente Ferrán Salvador en què es recull el primer estudi sobre l'edifici. Gràcies a les diferents protestes i gestions, com la de Marià Benlliure que, a través de la Reial Acadèmia de Belles Arts de San Fernando de Madrid, s'aconseguí que el 26 d'abril Alfons XIII signara una Reial Ordre segons la qual l'edifici era declarat Monument Històric Artístic Nacional i es paralitzava el seu enderrocament.
Tot i això, l'any 1928, la torre nord-oest va ser enderrocada, ja que amenaçava caure sobre algunes cases dels voltants.
Durant els primers anys del segle XX el palau fou propietat de Vicente Gil Roca. Aquest en morir el deixa en herència a la seua família en diferents particions, que progressivament va adquirint la família Lassala. En 1922 va ser llogat per Isabel González de Lassala, fins a l'any 1940 en què va ser adquirit en la seua totalitat per la mateixa família Lassala.
El primer ajuntament democràtic l'abril del 1979, presidit per Albert Taberner, inicià un llarg procés que tenia com a objectiu la recuperació del castell com a espai públic, i es va exigir a la família Lassala un horari mínim d'obertura al públic i es plantejà ja la primera hipòtesi de compra per part de l'Ajuntament.

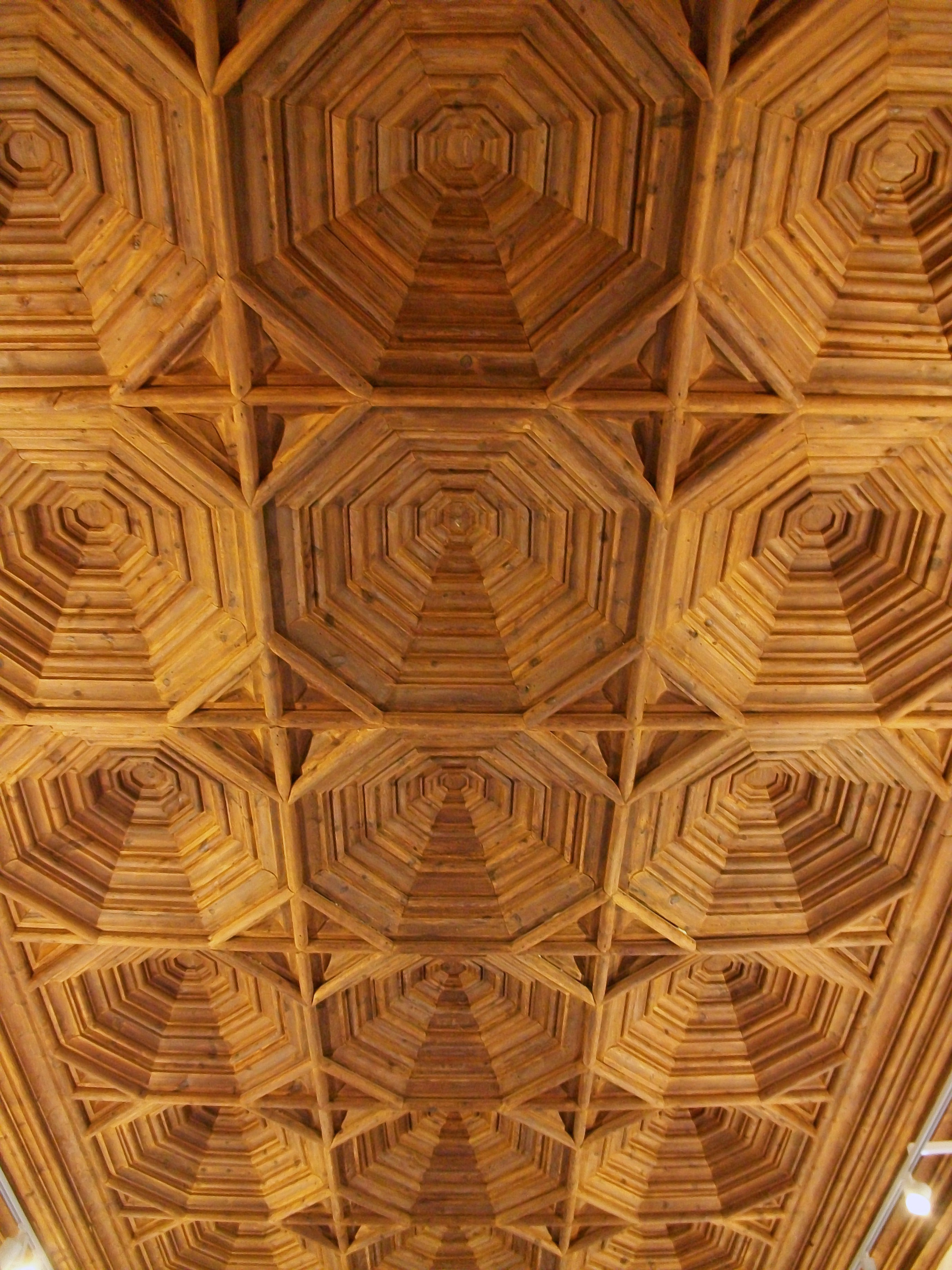
Enteixinat de la sala Nova del Castell d'Alaquàs

El 1999, l'Ajuntament d'Alaquàs inicia les gestions necessàries per definir l'ús públic del Castell amb independència de la titularitat. En el ple de la corporació del 13 de juny de 2002 es produeix l'aprovació de l'expropiació del castell i la sol·licitud a la Generalitat Valenciana de l'aprovació per a poder ocupar urgentment l'edifici. El Consell de la Generalitat dona la seua aprovació el 19 de novembre. Finalment 3 de gener de 2003, amb el suport i l'aprovació de totes les administracions públiques, l'ajuntament aconsegueix l'ocupació del monument i després de segles de propietat privada, el monument passava a mans públiques.
El 28 de febrer de 2003 s'obriren al públic per primera vegada les portes del castell a tots els ciutadans i ciutadanes, duent-se a terme diferents activitats culturals com concerts o exposicions, entre altres activitats. La mostra que inaugurà la sèrie d'exposicions va ser “Picasso al Castell”, complementada amb una programació teatral i musical, com l'audició de l'Stradivarius el Cremonese de 1715 cedit excepcionalment per Cremona, ciutat agermanada amb Alaquàs.
L'ajuntament de la localitat ha seguit un Pla Director del Monument i el Projecte de Rehabilitació i restauració per al castell, així com dels seus enteixinats i elements ceràmics. Així durant l'execució aquest pla s'han trobat importants troballes com ceràmica ornamental desconeguda en la localitat i de gran valor. La rehabilitació, acabada el 19 de març de 2007, ha implicat la reconstrucció de la quarta torre que va perdre a principis del segle xx. En l'actualitat el castell és un centre cultural, amb diversos serveis com el Centre de Formació Permanent d'Adults Enric Valor, la seu valenciana de la Fundació Ernest Lluch i una biblioteca.
L'any 2018 es van recuperar taulells gòtics del castell d'Alaquàs que anaven a ser venuts per internet.

## Descripció tècnica

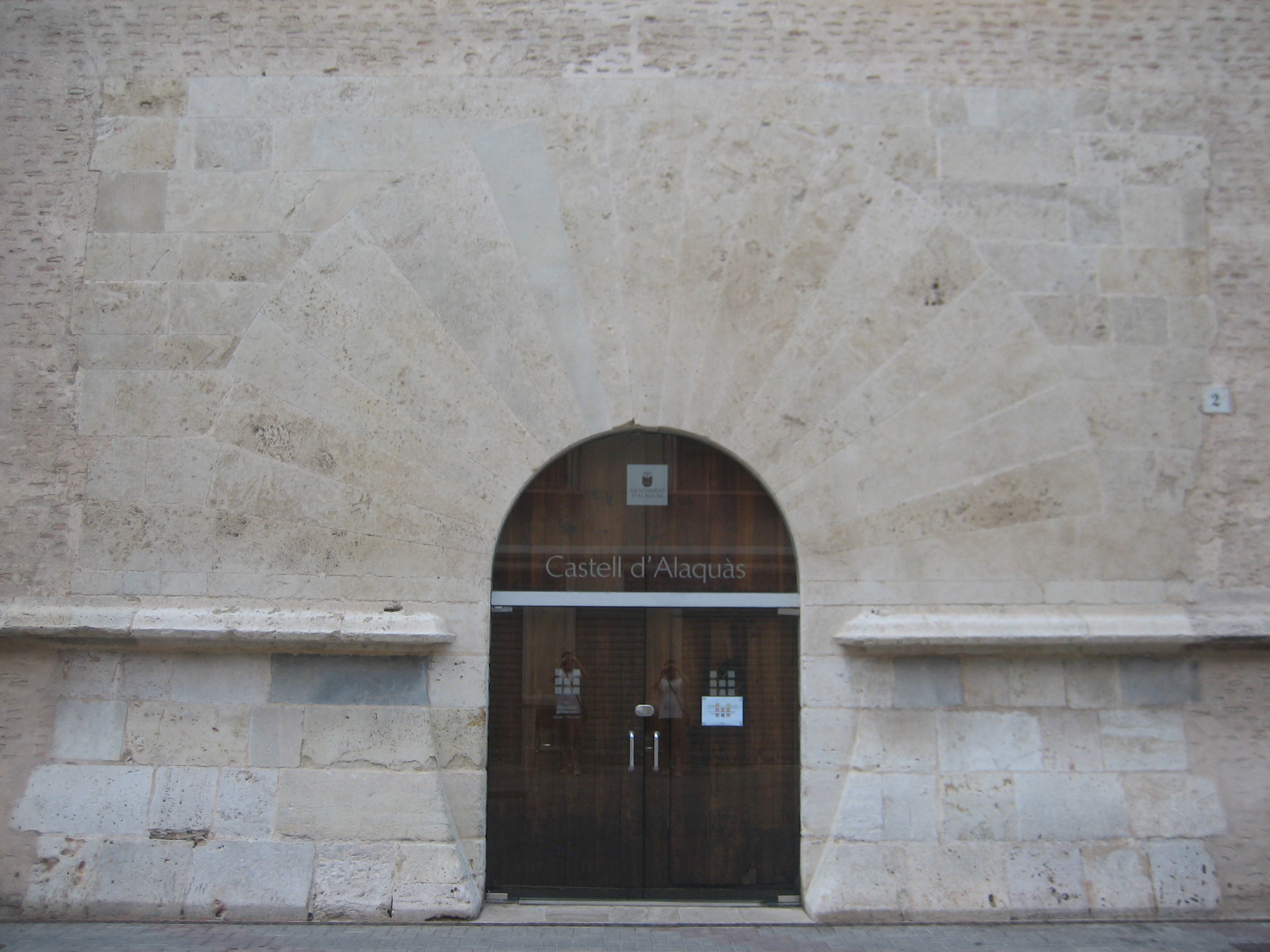
Portada del castell

El castell s'assenta sobre un solar quadrat de 38,90 metres de costat, per tant la seua superfície és de 1.513 m². Disposa de pòrtic en forma de claustre i gran pati central, nucli de l'edifici. La porta principal, el sòcol i les quatre cantonades del castell s'han construït amb blocs de carreus, de molt variable condició a la de la resta de l'edifici, la qual cosa fa sospitar que en la construcció es van aprofitar restes d'anteriors edificis que haurien estat situats sobre el mateix solar en què va ser aixecat l'actual castell. L'edifici consta de quatre plantes: el pis baix, l'entresòl, el pis principal i la quarta planta.

### El pis baix

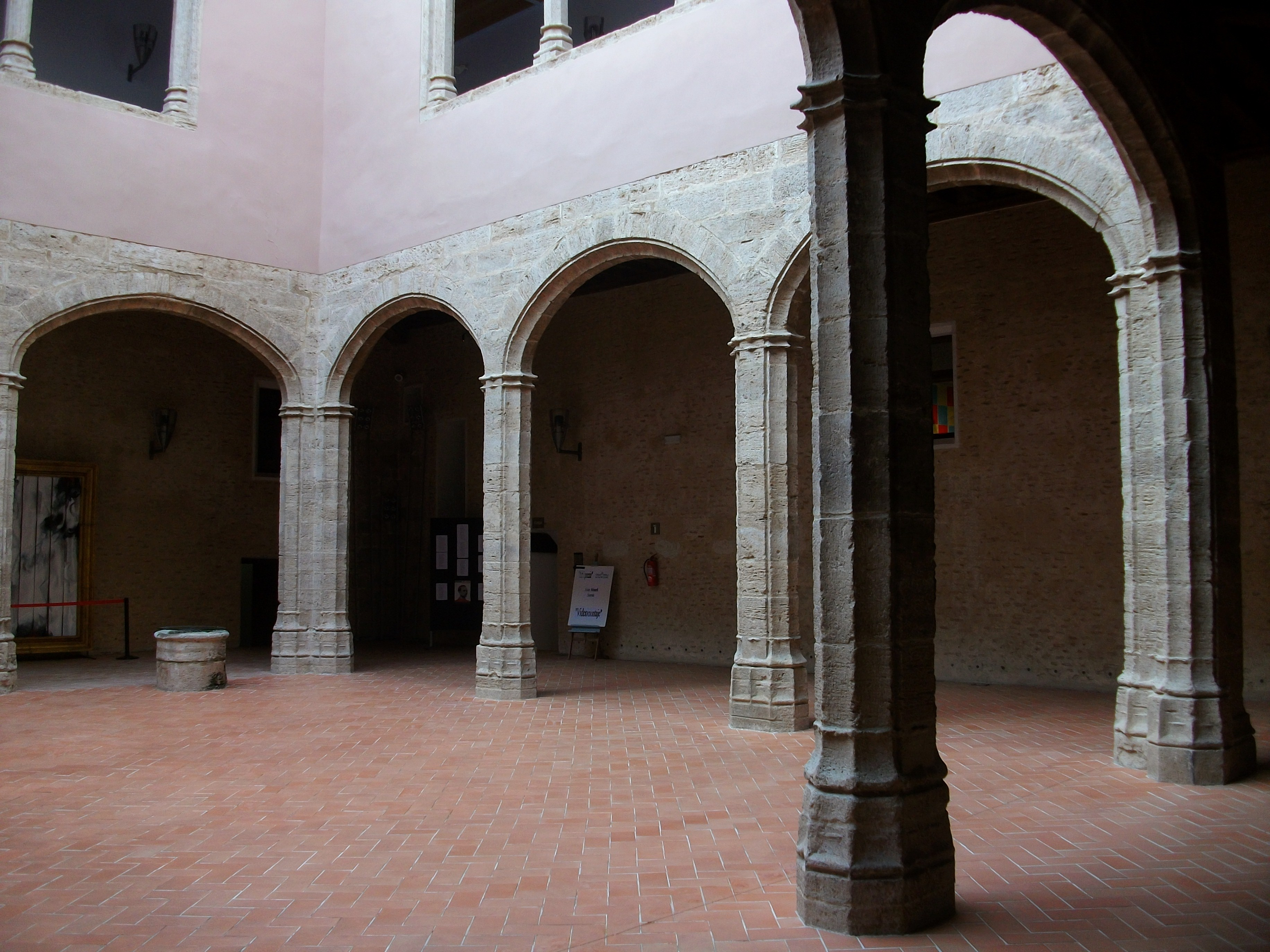
Pati del castell

Està en gran part per sota del nivell dels carrers perifèrics, constituint un semisoterrani on tenien emplaçament les cavallerisses, almàsseres, alfarjes i cellers. Entre els elements més importants d'aquesta planta figuren la senzilla escala que dona accés a l'entresòl, tota ella construïda amb blocs de carreus, i també el teginat del vestíbul i el pòrtic.

### Entresòl

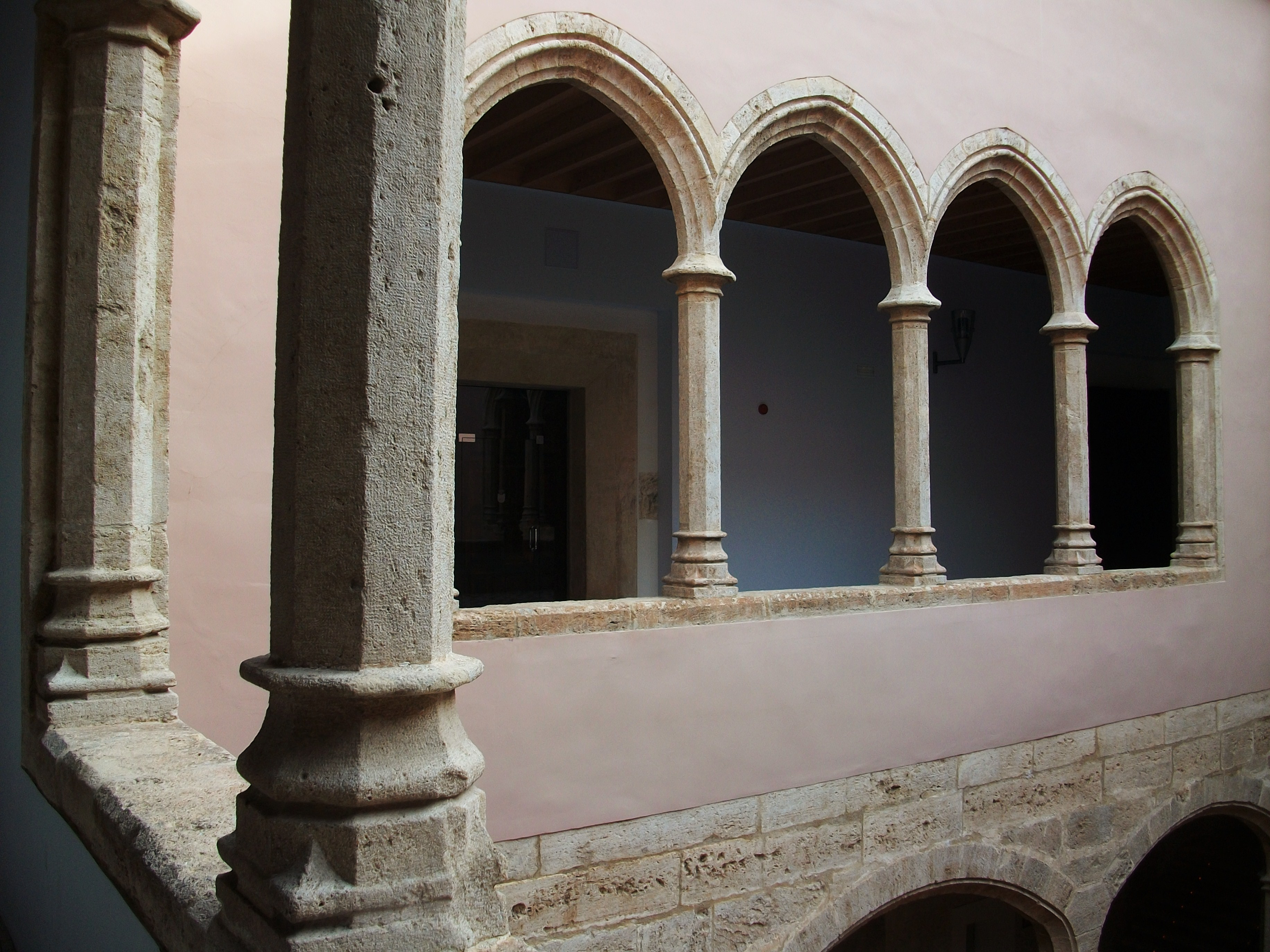
Galeria del pati

S'aprecia la importància de les dependències d'aquesta planta per la riquesa, delicada talla d'algunes de les portes de comunicació interior, pels enteixinats de diferents acabats en cadascuna de les sales que formen el sostre i per la característica disposició dels seus finestrals.

### Principal

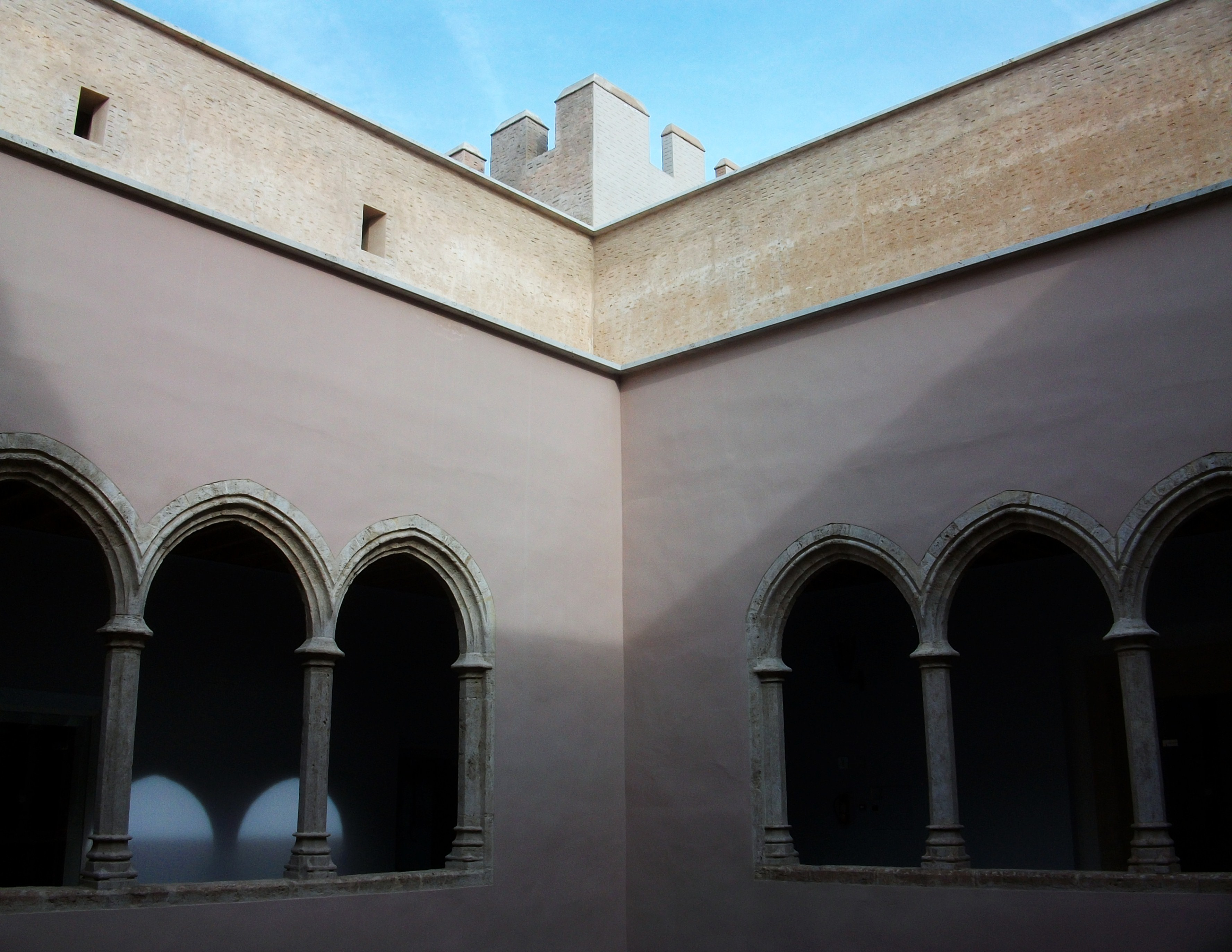

A aquesta planta corresponen les dependències més nobles i importants del castell, a les quals únicament s'accedeix per la inacabada escala principal. Són de gran delicadesa els arcs ogivals i columnates que la integren a la galeria del pati. Trobem en aquesta planta l'accés a l'enreixada tribuna que sobre l'església parroquial té oberta el castell en el gruix del seu mur, testimoni del patronat que exercien els senyors d'Alaquàs sobre l'esmentada església. A la façana oest es troba la gran dependència, que bé va poder ser el menjador principal i la cuina, amb la seua enorme xemeneia. Finalment, en la façana est es troba l'accés al saló principal, el de major amplitud, l'altura del seu sostre arriba als 7,33 metres, està cobert per un ric i impressionant enteixinat. També podem contemplar rics enteixinats en les diferents dependències d'aquesta planta del castell.

### Quarta planta
Destinada a graners i dependències per als servents, es troba en l'actualitat totalment desmantellada. Sobre aquesta quarta planta s'eleven les quatre torrasses emmerletades (una d'ells reconstruïda en l'actualitat), que flanquejant la imponent mola del castell arriben a l'alçada aproximada de 25 metres. Si escassos són les restes de serralleria que s'han pogut trobar, encara més escassos són els de ferreteria, però cal destacar els penells, iguals en la seua traça i coronades per una creu, que segueixen en peus sobre els merlets de les seues torres. Aquest pis alberga importants restes de taulelleria ogival, mudèjar i renaixentista en els seus sòls, els quals testimonien l'existència d'alguna construcció anterior al castell i el llarg període que es va invertir en l'edificació d'aquest.

## Ruta de la Seda
La indústria de la seda també va formar part de les activitats que els avantpassats duien a terme a Alaquàs. Els anys d'ocupació musulmana d'aquest territori no varen resultar aliens a la producció d'un bé tan significatiu de la seua cultura. Ni la rendició de Balànsiya a Jaume I, ni la posterior expulsió dels moriscos, interromperen la producció de seda a Alaquàs. Els totpoderosos velluters, gremi clau en la construcció de la Llotja de la Seda de la ciutat de València, que donaren riquesa i esplendor al Regne valencià, també es varen assortir de matèria primera d'aquesta Vila. Hi han molts exemples al llarg dels anys que acrediten l'existència de les moreres als camps, la cria d'erugues per fer la seda, i la seua venda als velluters valencians. Vassalls i senyors varen tindre importants ingressos d'aquest conreu i la seua transformació, i així mateix el Castell Palau fou un centre productor.

## Rehabilitació integral (2005-2007)[8]

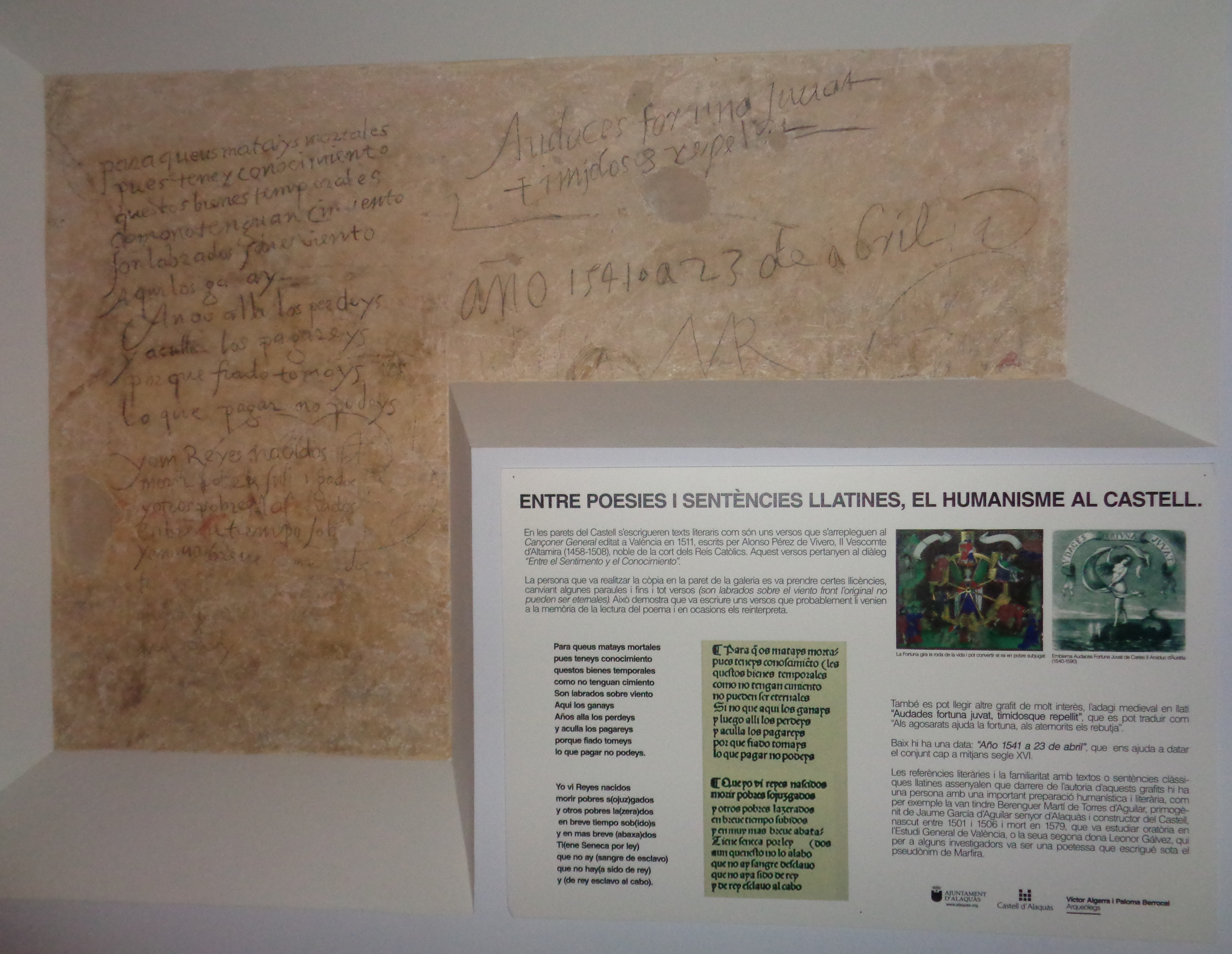
Grafit al Castell d'Alaquàs

L'any 2005 va iniciar-se el projecte de rehabilitació amb l'objectiu de consolidar les estructures del monument. Els enteixinats van recuperar el seu aspecte original eliminant les capes de pintura plàstica afegides al llarg dels temps i per a reforçar-los, es col·locaren bigues de ferro de reforç. Les zones més deteriorades dels enteixinats es van restituït com serien al segle xvi i s'aplicaren tractaments específics per a la restauració i protecció. Es van traure a la llum els grafitis dels segles xvii i XVIII catalogats detalladament amb reproduccions de vaixells fets, possiblement, per pintors que haurien format part de les tripulacions del vaixells. Al pati es van restablir el vans a la configuració original, eliminant del conjunt els emmarcaments neogòtics afegits a les finestres del pati pels anteriors propietaris per tal de no generar un fals històric.

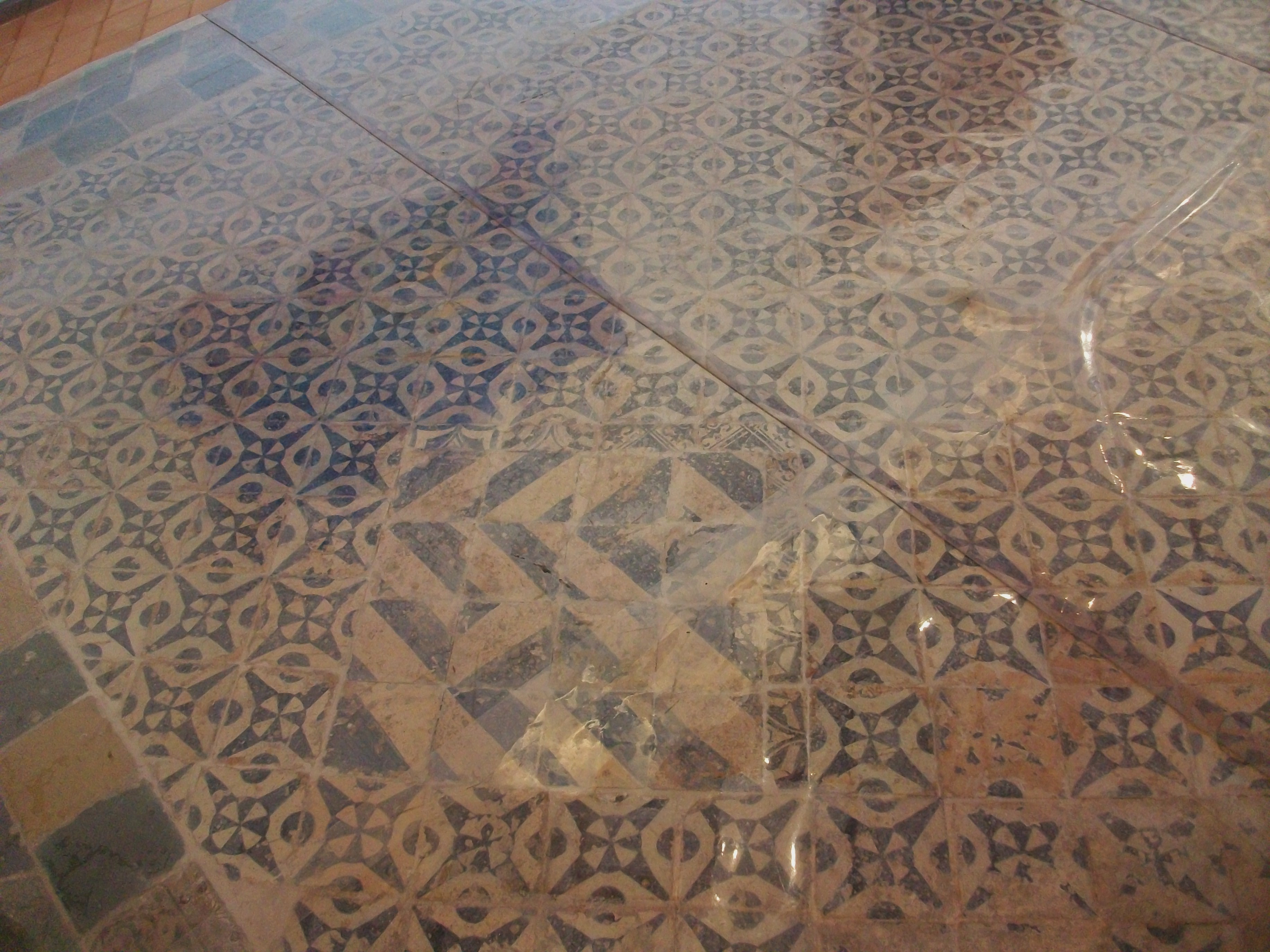
Paviment ceràmic d'una de les sales del Castell d'Alaquàs

El paviment ceràmic encara conservat, es va restaurar i consolidar per a garantir-ne la conservació, el director del Museu Nacional de Ceràmica i Arts Sumptuàries González Martí, Jaume Coll, va catalogar un total de 275 tipologies; les més importants es trobaven “in situ” en les diferents sales, mentre els pocs exemples conservats de la galeria del pati s'exposaren a les torres. La major part del paviment que es trobava en la galeria, que va desaparèixer durant els anys previs a prendre l'Ajuntament la propietat de l'edifici fou reemplaçat per un nou paviment que respectava els colors dels taulells del castell del segle xvi, típicament renaixentistes, de les diferents sales de la planta noble.
La recuperació de la terrassa superior va propiciar un nou espai que amb les quatre sales formaven el conjunt destinat a les instal·lacions del Centre Públic de Formació de Persones Adultes "Enric Valor" d'Alaquàs. Una recuperació important fou la de l'escala principal al seu lloc primitiu, adossada al pati, com marquen els cànons renaixentistes, eliminant l'escala impròpia que a mitjans del segle xx s'havia construït a l'entrada principal de l'edifici i que restava funcionalitat a les dependències adjacents, trencat el pas directe des del pati. La reforma va concebre el Palau-Castell com un espai d'ús cultural i formatiu obrint totes aquelles zones que no estaven en bon estat per tal de fer de l'edifici un espai per a la ciutadania.
Es recuperaren nous espais com a sales d'exposicions:
- La planta noble, ara Sala La Nova, la més important de totes les sales expositives per a albergar les col·leccions d'art més destacades que arriben al Castell-palau.
- La Sala La Torre, ubicada a l'entresòl, equipada per acollir exposicions de diferents continguts.
- La sala del semisoterrani, ara Sala Vilaragut, està equipada i destinada per a exposicions, quedant configurada en tres nivells, l'últim d'ells és l'aljub, espai visitable que servia antigament com a dipòsit d'aigua.
- La Sala de la Xemeneia és una àmplia sala convertida en un espai polivalent, preparada per a acollir conferències, projeccions audiovisuals i actes públics.
- La Sala 28 de Febrer, que commemora el dia en que es va obrir al públic el Castell, es un nou espai per a exposicions i actes culturals diversos.
- La Sala Cremona, denominada així amb motiu de l'agermanament entre Alaquàs i Cremona, és una sala per a la celebració de qualsevol tipus d'actes per l'estructura diàfana que té.

La rehabilitació es va finançar amb aportacions econòmiques del Govern central, amb 2,4 milions d'euros de l'1% cultural del ministeris de Foment i Cultura i 2,2 milions de fons Feder del ministeri d'Administracions Públiques, i 450.000 euros de la Generalitat Valenciana.

## Noves funcions

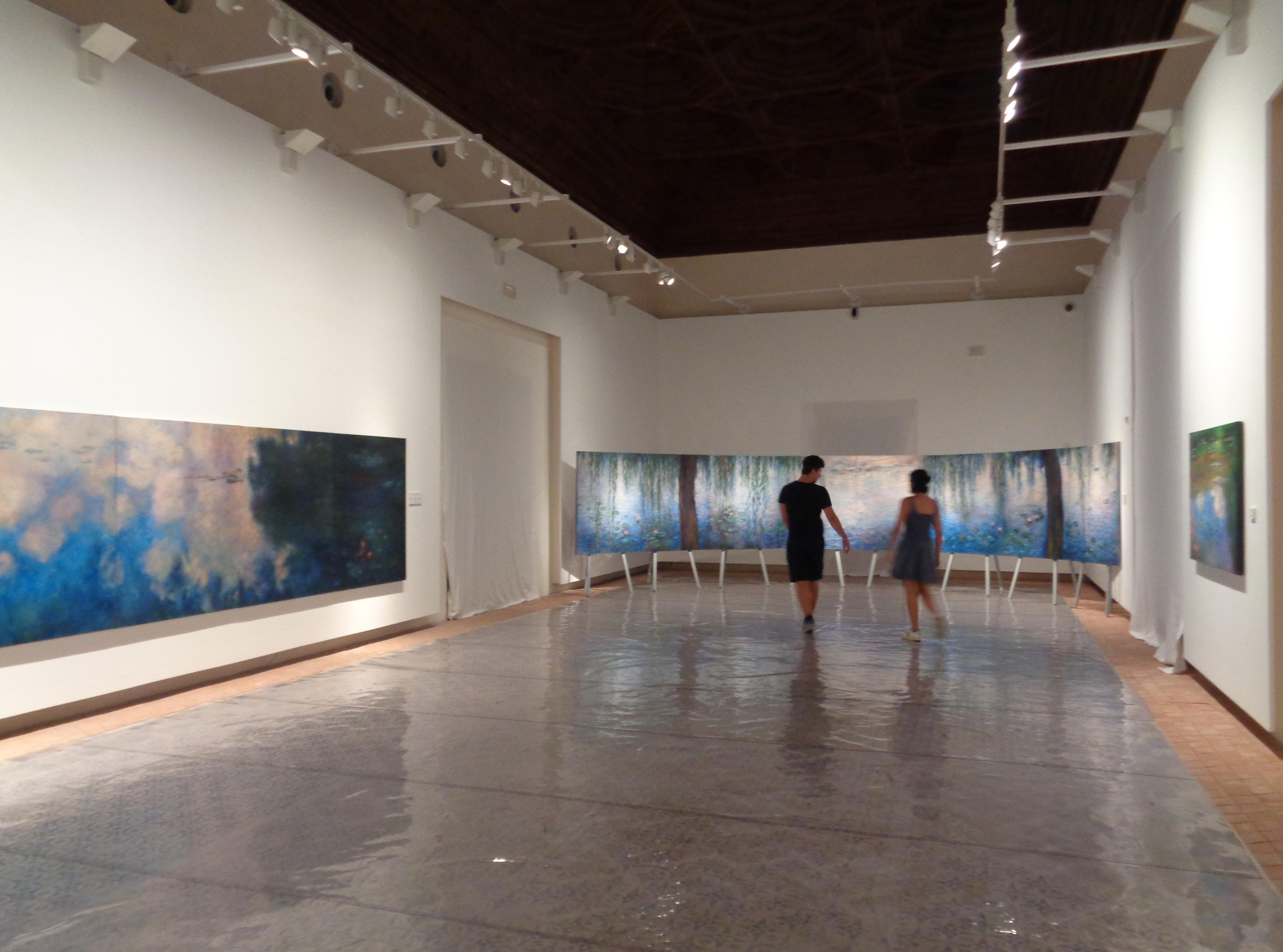
Sala La Nova al Castell d'Alaquàs

A la finalització de la reforma del Palau-Castell el 19 de març de 2007, molts espais van veure modificades les primitives i desactualitzades funcions, com la biblioteca, on estaven les antigues cavallerisses, dotada d'un conjunt de fonts bibliogràfiques de la història local d'Alaquàs, del Renaixement valencià i del Castell d'Alaquàs i, a més, dels diferents estudis del Pla Director, portat a terme abans de la restauració. Està orientada sobretot a la investigació, però també a la difusió del patrimoni bibliogràfic i artístic com a centre dinamitzador del fons local amb una tasca clarament didàctica, per als centres educatius, col·lectius i associacions culturals locals. A l'entresòl, la denominada Sala La Torre, s'ha habilitat per a un espai d'exposicions i ha permès també la creació d'un espai per ubicar la seu valenciana de la Fundació Ernest Lluch i les activitats més importants.